# 37-я пехотная дивизия (Российская империя)
37-я пехотная дивизия — пехотное соединение в составе Русской императорской армии.
Штаб дивизии: Санкт-Петербург. Входила в 1-й армейский корпус, позже — в 18-й армейский корпус.

## История дивизии

### Формирование
Сформирована Высочайшим приказом от 13-го октября 1863 года наряду с 35-й и 36-й пехотными дивизиями из батальонов 4-й резервной пехотной дивизии, которые были развернуты в пехотные полки. Первоначально все три новые дивизии вошли в 3-й резервный корпус.

### Боевые действия
В 20-х числах августа 1904 года высадилась в Мукдене в составе I армейского корпуса и с 30 августа принимала участие в битве при реке Шахэ. С 12 февраля 1905 года участвовала в Мукденском сражении.
В начале Первой мировой войны находилась в Варшаве, в резерве Ставки, в составе XVIII армейского корпуса.

## Состав дивизии
- 1-я бригада (Санкт-Петербург)
  - 145-й пехотный Новочеркасский Императора Александра III полк
  - 146-й пехотный Царицынский полк
- 2-я бригада (1903: Новый Петергоф, затем Санкт-Петербург)
  - 147-й пехотный Самарский полк
  - 148-й пехотный Каспийский Е. И. В. Великой Княжны Анастасии Николаевны полк
- 37-я артиллерийская бригада (Новгородская губерния)

## Командование дивизии
(Командующий в дореволюционной терминологии означал временно исполняющего обязанности начальника или командира. Должности начальника дивизии соответствовал чин генерал-лейтенанта, и при назначении на эту должность генерал-майоров они оставались командующими до момента своего производства в генерал-лейтенанты).

### Начальники дивизии
- 13.10.1863 — 24.07.1866 — генерал-лейтенант Тетеревников, Николай Кузьмич
- 24.07.1866 — 21.03.1879 — генерал-майор (с 28.03.1871 генерал-лейтенант) Ченгеры, Ксаверий (Онуфрий) Осипович
- 21.03.1879 — 20.01.1888 — генерал-лейтенант Гельфрейх, Александр Богданович
- 20.01.1888 — 21.12.1893 — генерал-лейтенант светлейший князь Романовский, Евгений Максимилианович, герцог Лейхтенбергский
- 10.01.1894 — 26.12.1899 — генерал-майор (с 30.08.1894 генерал-лейтенант) Тилло, Алексей Андреевич
- 05.01.1900 — 15.11.1901 — генерал-лейтенант Скарятин, Николай Дмитриевич
- 15.11.1901 — 16.03.1903 — генерал-лейтенант Мальцов, Иван Сергеевич
- 18.04.1903 — 23.10.1904 — генерал-лейтенант Чекмарёв, Андрей Иванович
- 23.10.1904 — 18.08.1905 — генерал-лейтенант Селиванов, Андрей Николаевич
- 30.04.1907 — 19.11.1909 — генерал-лейтенант Курганович, Константин Осипович
- 19.11.1909 — 30.07.1912 — генерал-майор (с 06.12.1909 генерал-лейтенант) Флуг, Василий Егорович
- 30.07.1912 — 27.03.1915 — генерал-лейтенант Зайончковский, Андрей Медардович
- 17.07.1915 — 17.10.1917 — генерал-лейтенант Ваденшерна, Торстен Карлович
- 17.10.1917 — xx.xx.xxxx — командующий генерал-майор Сытин, Павел Павлович

### Начальники штаба дивизии
- 13.10.1863 — 17.08.1864 — полковник Молоствов, Порфирий Модестович
- 21.08.1864 — 11.04.1866 — подполковник (с 27.03.1866 полковник) Риттих, Александр Фёдорович
- 11.04.1866 — 25.05.1867 — подполковник Шульгин, Михаил Михайлович
- 25.05.1867 — 04.01.1868 — подполковник Самбикин, Митрофан Николаевич
- 04.01.1868 — 10.06.1869 — полковник Мейер, Лев Лаврентьевич
- 10.06.1869 — 12.12.1869 — полковник Комаров, Виссарион Виссарионович
- 12.12.1869 — 17.03.1870 — полковник Аракин, Фёдор Тихонович
- 17.03.1870 — 07.12.1876 — подполковник (с 17.04.1870 полковник) Маслов, Игнатий Петрович
- 10.12.1876 — 13.01.1883 — полковник Гребенщиков, Яков Александрович
- 20.01.1883 — 03.01.1885 — полковник Дембовский, Леонид Матвеевич
- 14.01.1885 — 26.04.1885 — и. д. полковник Андреев, Михаил Семёнович
- 07.05.1885 — 09.06.1886 — полковник фон Нидермиллер, Николай Егорович
- 10.06.1886 — 17.03.1891 — полковник Мешетич, Николай Фёдорович
- 20.03.1891 — 13.10.1893 — полковник Романенко, Иван Андреевич
- 29.10.1893 — 02.04.1900 — полковник Кайгородов, Михаил Никифорович
- 04.04.1900 — 06.02.1903 — полковник Воронов, Владимир Михайлович
- 15.03.1903 — 11.06.1905[2] — подполковник (с 06.12.1903 полковник) Николаев, Павел Тимофеевич
- 23.06.1905 — 04.12.1908 — подполковник (с 22.04.1907 полковник) Гибер фон Грефенфельс, Алексей Григорьевич
- 04.12.1908 — 27.06.1914 — полковник Половцов, Николай Петрович
- 11.07.1914 — xx.01.1915 — полковник Соваж, Сергей Иванович
- 28.01.1915 — 24.03.1915 — и. д. полковник Синклер, Владимир Александрович
- 12.05.1915 — 07.12.1915 — и. д. полковник Родцевич-Плотницкий, Леонтий Леонтиевич
- 14.12.1915 — 05.01.1917 — и. д. полковник Рябинин, Александр Александрович
- 05.01.1917 — 11.05.1917 — полковник Сафонов, Яков Васильевич
- 11.05.1917 — 11.10.1917 — полковник Давыдов, Лев Георгиевич
- 19.10.1917 — хх.хх.1918 — и. д. подполковник Соллогуб, Сергей Иванович

### Командиры 1-й бригады
После начала Первой мировой войны в дивизии была оставлена должность только одного бригадного командира, именовавшегося командиром бригады 37-й пехотной дивизии.
- 30.08.1873 — 20.05.1878 — генерал-майор Офрасимов, Евфимий Яковлевич
- 30.06.1878 — 16.09.1880 — генерал-майор Гринкевич, Антон Маркович
- 16.09.1880 — 06.10.1883[3] — генерал-майор Кондзеровский, Константин Данилович
- 27.10.1883 — 17.02.1891 — генерал-майор Соболев, Леонид Николаевич
- 20.02.1891 — 09.09.1899 — генерал-майор Сержпинский, Сигизмунд Фаддеевич
- 24.10.1899 — 06.07.1904 — генерал-майор Каменский, Алексей Семёнович
- 16.07.1904 — 02.04.1910 — генерал-майор Мандрыка, Иван Акимович
- 02.04.1910 — 26.01.1914 — генерал-майор Вальберг, Иван Иванович
- 09.02.1914 — 29.07.1914 — генерал-майор Юнаков, Николай Леонтьевич

### Командиры 2-й бригады
- 30.08.1873 — 02.09.1873[4] — генерал-майор Ушаков, Константин Михайлович
- 15.09.1873 — 24.02.1877 — генерал-майор Глиноецкий, Николай Павлович
- 17.03.1877 — 15.08.1877 — и. д. генерал-майор Дандевиль, Виктор Дезидериевич
- 29.08.1877 — 15.05.1879[5] — генерал-майор барон Клодт фон Юргенсбург, Адольф Яковлевич
- 15.05.1879 — 06.10.1885[3] — генерал-майор Данилов, Павел Николаевич
- 22.10.1885 — 28.04.1893 — генерал-майор Свиты Е. И. В. Аргамаков, Константин Фёдорович
- 26.05.1893 — 22.08.1897 — генерал-майор Поливанов, Матвей Михайлович
- 18.09.1897 — 28.04.1904 — генерал-майор Дягилев, Павел Павлович
- 15.05.1904 — 30.01.1907 — генерал-майор Ползиков, Пётр Владимирович
- 09.02.1907 — 19.07.1911 — генерал-майор Воропанов, Николай Николаевич
- 15.08.1911 — 04.11.1914 — генерал-майор Кублицкий-Пиоттух, Франц Феликсович
- 10.11.1914 — 19.04.1915 — генерал-майор Пестржецкий, Михаил Илариевич
- 19.04.1915 — 22.08.1915 — генерал-майор Занкевич, Михаил Ипполитович
- 23.09.1915 — 18.12.1915 — генерал-майор Гамбурцев, Александр Александрович
- 09.01.1916 — 28.04.1917 — генерал-майор Тришатный, Константин Иосифович
- 28.04.1917 — 06.05.1917 — генерал-майор Белевич, Иосиф Донатович
- 06.05.1917 — хх.хх.хххх — командующий полковник Сумбатов, Георгий Николаевич

### Помощники начальника дивизии
В период с 28 марта 1857 года по 30 августа 1873 года помощники начальника дивизии фактически являлись бригадными командирами.
- 13.10.1863 — хх.хх.1866 — генерал-майор Тяжельников, Иван Иванович
- хх.хх.1866 — 06.02.1872 — генерал-майор барон Фитингоф, Николай Адамович
- 06.02.1872 — 30.08.1873[6] — генерал-майор Офросимов (Офрасимов), Евфимий Яковлевич

### Командиры 37-й артиллерийской бригады
Сформирована 3 ноября 1863 года.
- 02.12.1863 — 01.10.1864 — полковник Ермолов, Виктор Алексеевич
- 01.10.1864 — 28.01.1871 — полковник Лапчинский, Василий Степанович
- 28.01.1871 — 10.03.1880 — полковник (с 30.08.1875 генерал-майор) Алексеев, Венедикт Иванович
- 30.03.1880 — 29.06.1888[7] — полковник (с 30.08.1882 генерал-майор) Семёнов, Эраст Александрович
- 01.08.1888 — 01.02.1895 — генерал-майор Михайлов, Гавриил Гавриилович
- 01.02.1895 — 29.08.1895 — генерал-майор Усов, Владимир Степанович
- 29.08.1895 — 05.12.1899 — генерал-майор Фан дер Флит, Константин Петрович
- 29.12.1899 — 09.04.1901 — генерал-майор Осипов, Николай Васильевич
- 09.04.1901 — 08.05.1905 — генерал-майор Забусов, Николай Иванович
- 17.05.1905 — 13.06.1907 — генерал-майор Берников, Николай Владимирович
- 13.06.1907 — 14.11.1909 — генерал-майор Багговут, Иван Карлович
- 23.11.1909 — 25.07.1910 — генерал-майор Горбачевич, Александр Евстафьевич
- 08.09.1910 — 10.03.1912[8] — генерал-майор фон Шульц, Иван Александрович
- 10.03.1912 — 20.06.1915 — генерал-майор Добров, Александр Иванович
- 03.07.1915 — 18.02.1917 — генерал-майор Репьев, Михаил Иванович
- 17.03.1917 — 30.09.1917— командующий полковник Томкович, Евгений Александрович
- 30.09.1917 — хх.хх.хххх — генерал-майор Жуков, Владимир Дмитриевич